# Église Saint-Maurice de Bécon
Pour les articles homonymes, voir Église Saint-Maurice.
L'église Saint-Maurice de Bécon est un lieu de culte catholique de la commune de Courbevoie, dans les Hauts-de-Seine, dans le quartier de Bécon. Elle est dédiée à saint Maurice.

## Historique
Au début du XXe siècle, le quartier de Bécon-les-Bruyères ne dispose que de la chapelle Saint-Charles.
Une donatrice offre un terrain situé rue Armand-Silvestre en mémoire de son fils Maurice, avocat de renom. Une nouvelle église érigée en paroisse est édifiée de 1907 à 1911 par l'architecte Julien Barbier, dans un quartier alors en plein lotissement.

## Description
De style néo-roman, l'église est principalement construite en béton armé. Le centre de la façade s'orne d'une sculpture du Christ étendant les bras. La nef, précédée d'un narthex, se termine par un chevet plat.
Les vitraux sont réalisés par Lucien Mette, d'après des cartons d'Alphonse Hermann.
Datant de 1865, l'orgue d'Aristide Cavaillé-Coll est acheté en 1909 à la chapelle palatine de Gerbéviller. Il est classé monument historique en 1985. Outre le service du culte, il agrémente des concerts de musique sacrée ou profane,.

## Paroisse
Courbevoie possède deux autres églises catholiques : Saint-Pierre-Saint-Paul et Saint-Adrien.

## Galerie de photographies

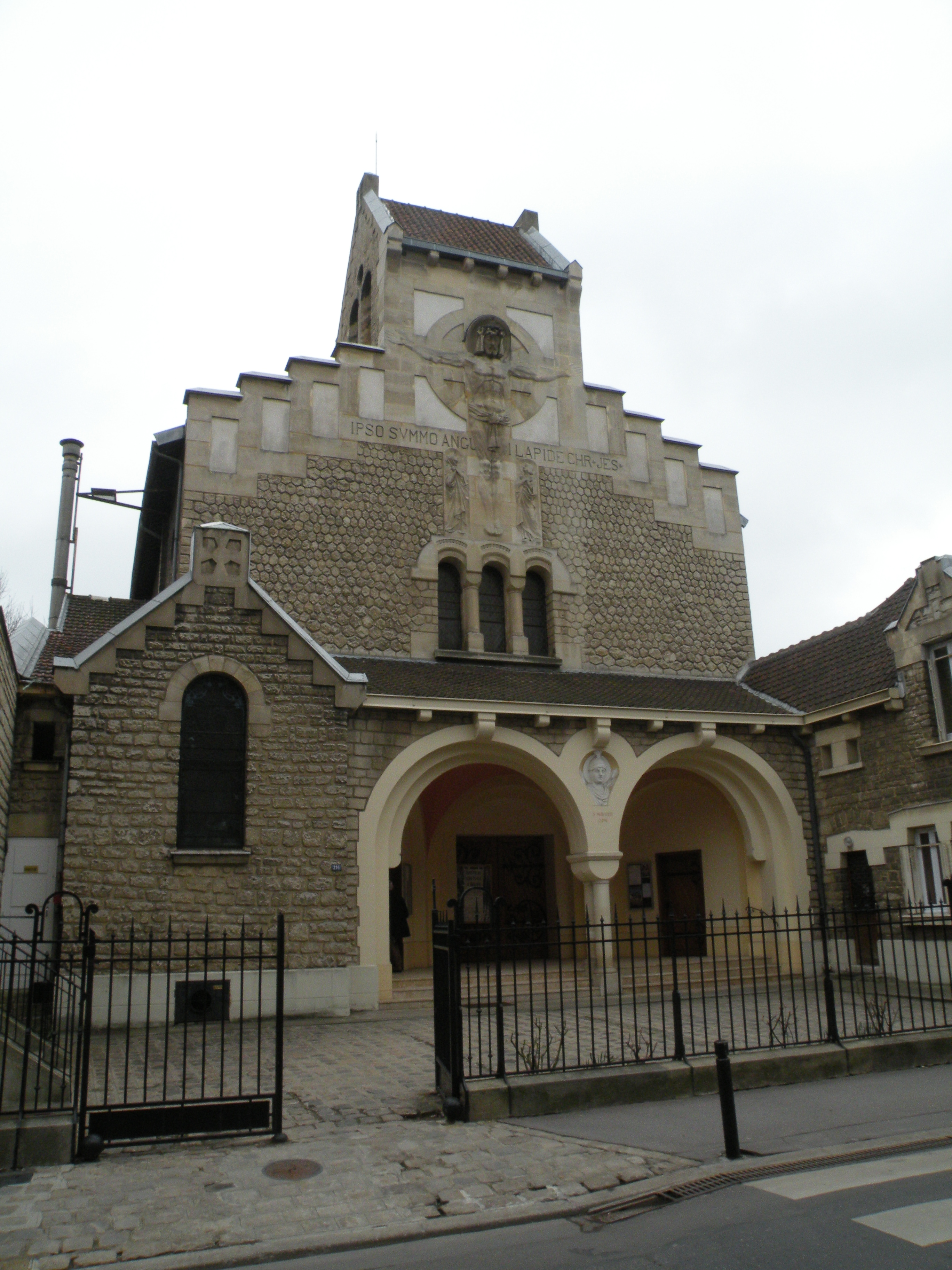
La façade.
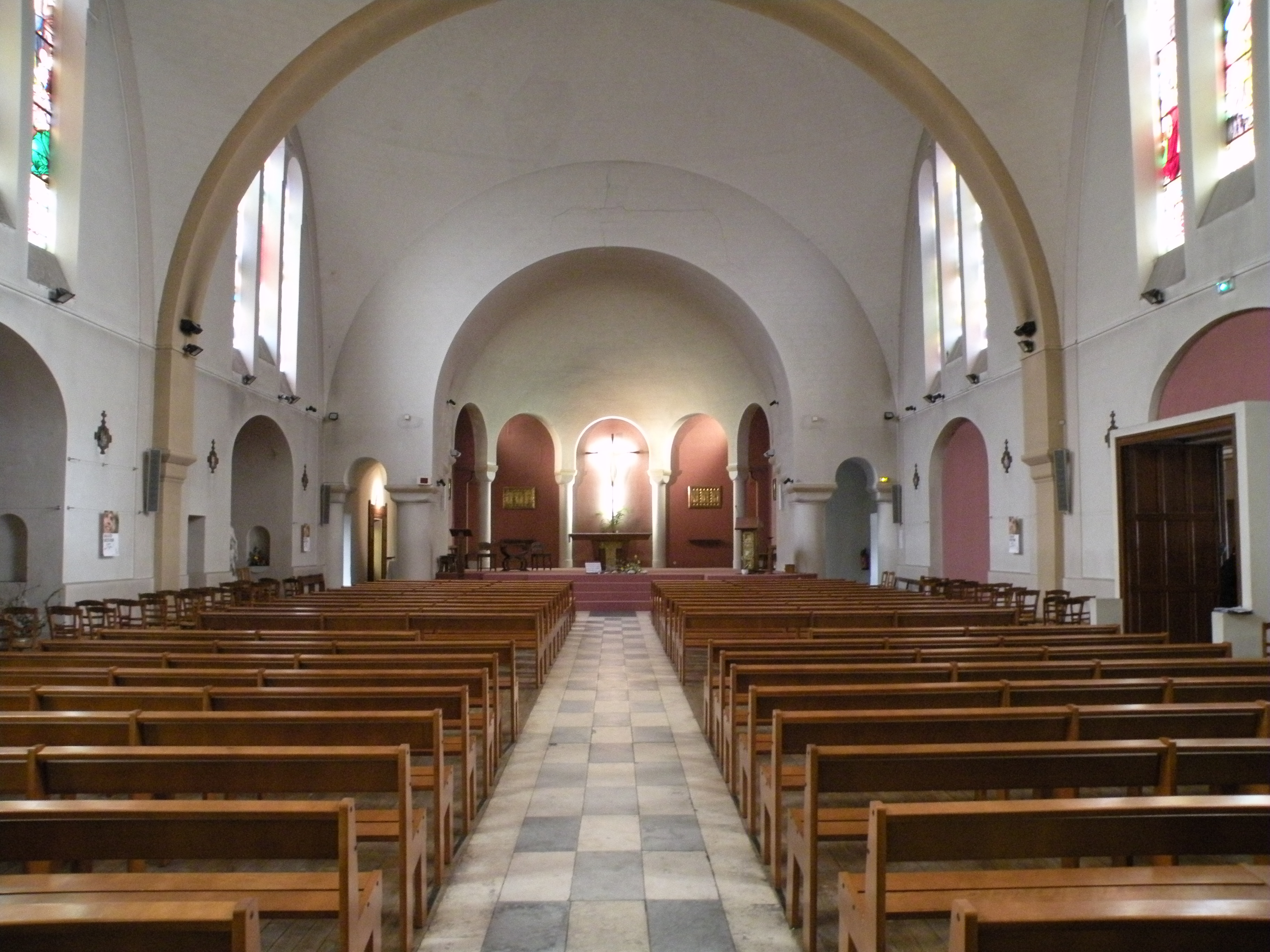
La nef.
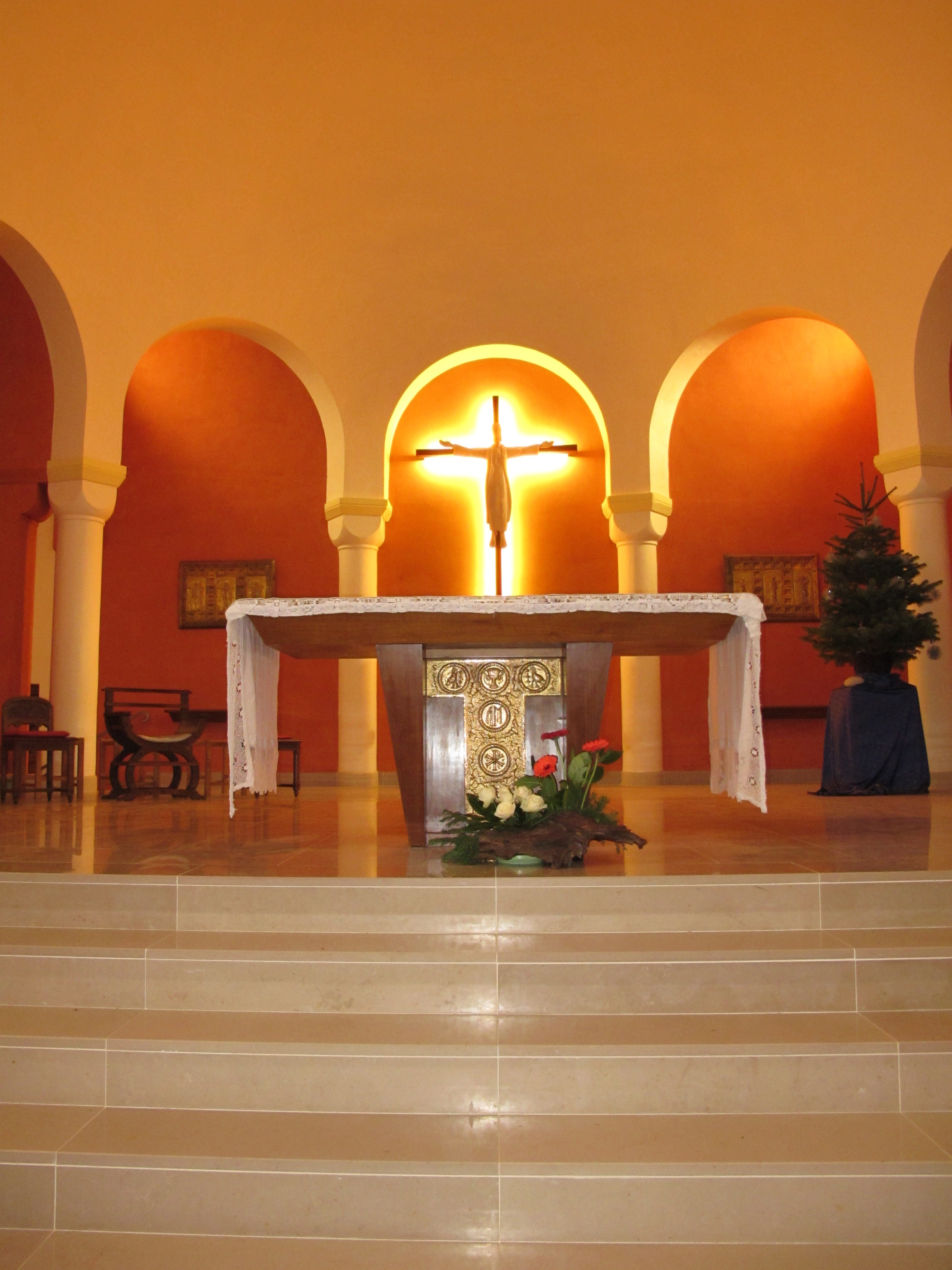
Le chœur.

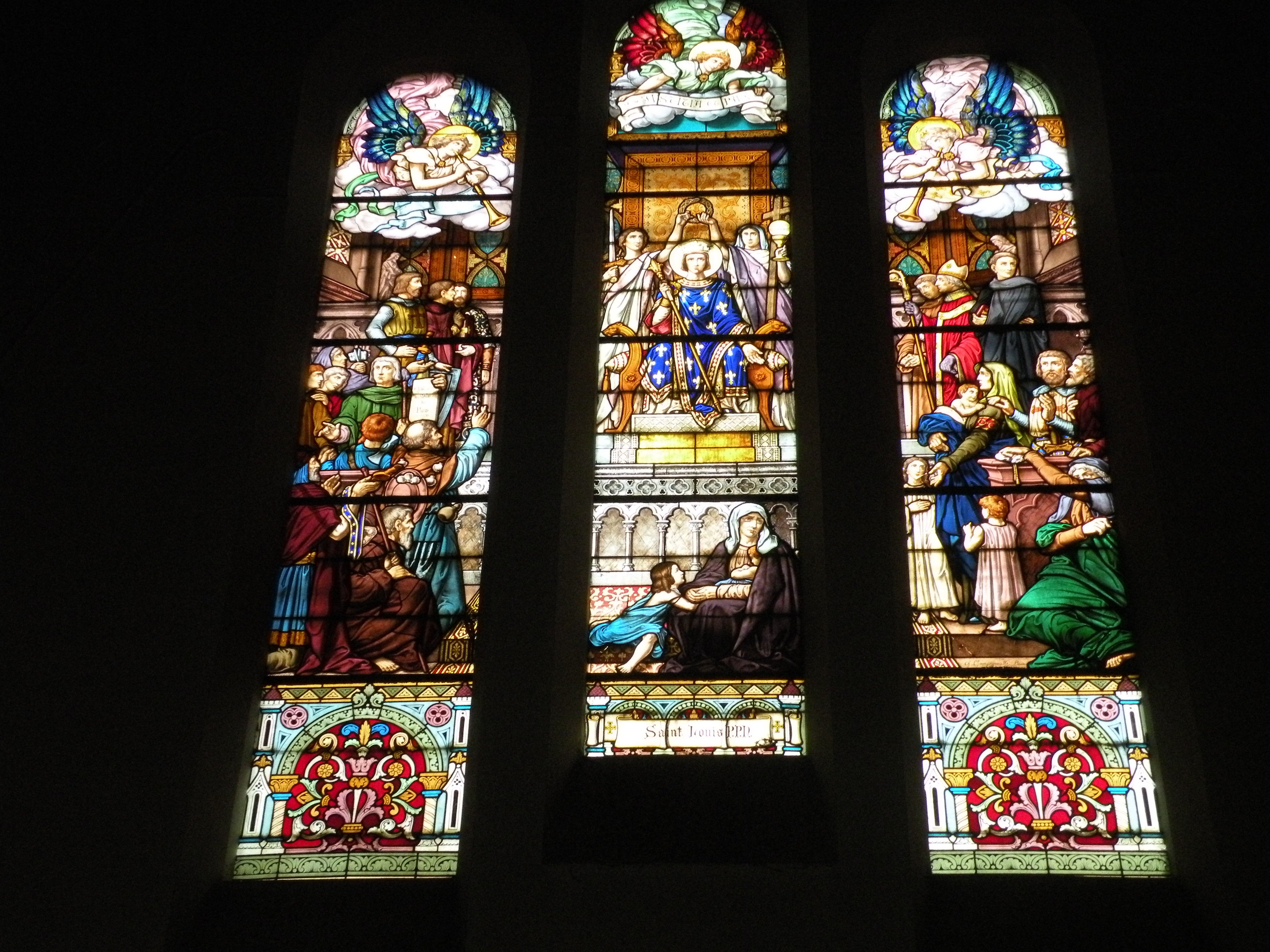
Vitrail de Louis IX.
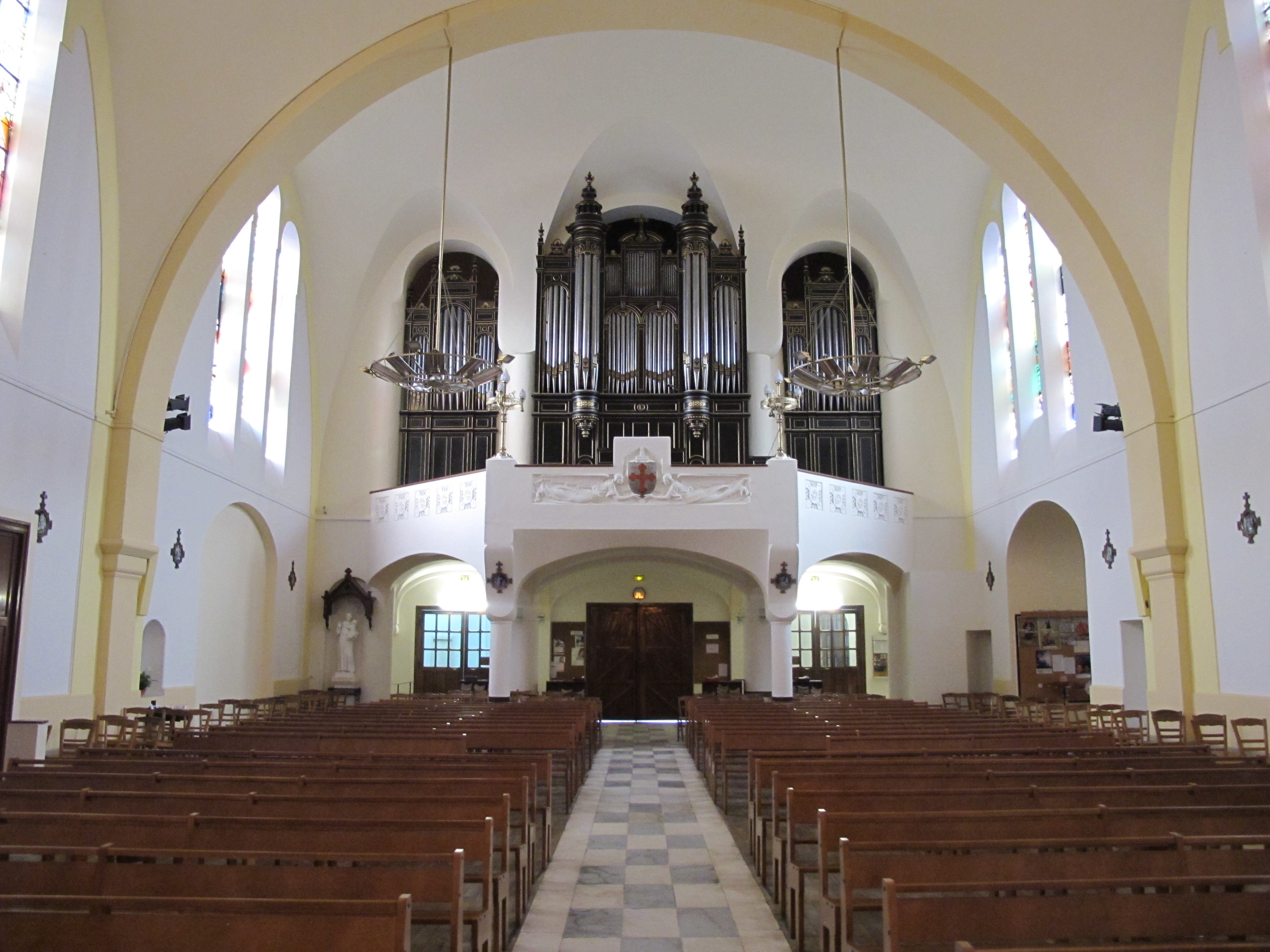
L'orgue.
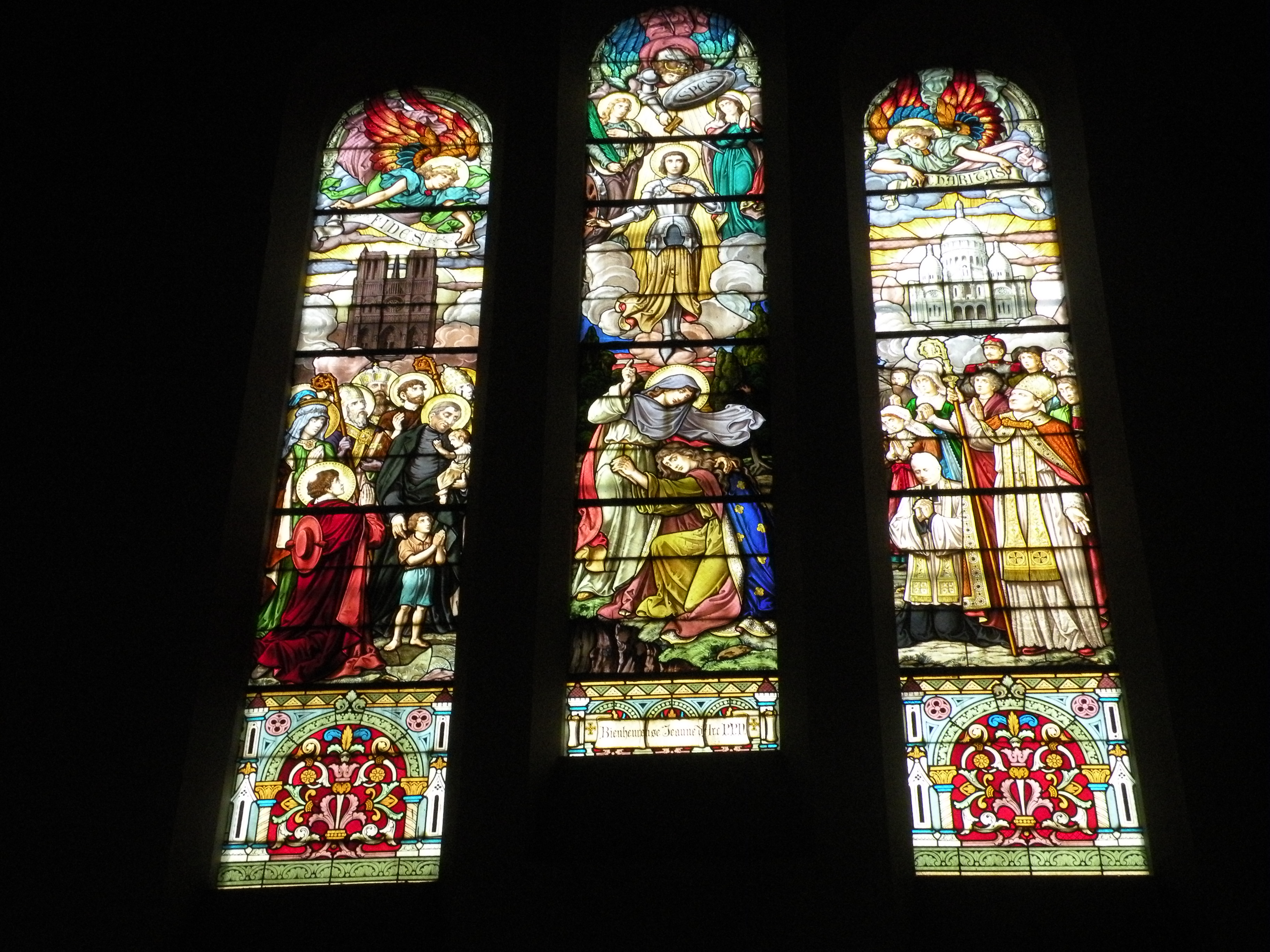
Vitrail de Jeanne d'Arc.